# پپیرل (ماساچوست)
پپیرل، ماساچوست
پپیرل (به انگلیسی: Pepperell) شهرکی در شهرستان میدلسکس ایالت ماساچوست می‌باشد که در سال ۱۷۷۵ بنیان‌گذاری شده‌است. این شهرک در سرشماری سال ۲۰۱۰ میلادی، ۱۱٬۴۹۷ نفر جمعیت داشته‌است.